# Smrdan (Leskovac)
Pour les articles homonymes, voir Smrdan.
Smrdan (en serbe cyrillique : Смрдан) est un village de Serbie situé sur le territoire de la Ville de Leskovac, district de Jablanica. Au recensement de 2011, il comptait 120 habitants.

## Démographie
| 1948 | 1953 | 1961 | 1971 | 1981 | 1991 | 2002 | 2011 |
| ---- | ---- | ---- | ---- | ---- | ---- | ---- | ---- |
| 395  | 420  | 380  | 298  | 242  | 187  | 155  | 120  |

|  |